# Elecciones generales de Rumania de 2000
Las elecciones generales se celebraron en Rumania el 26 de noviembre de 2000, con una segunda vuelta de las elecciones presidenciales el 10 de diciembre. El expresidente Ion Iliescu del Partido Socialdemócrata de Rumania (PDSR) fue reelegido en la segunda vuelta, mientras que el PDSR, como parte del Polo Socialdemócrata de Rumania, emergió como el partido más grande en el Parlamento, ganando 155 de los 345 escaños en la Cámara de Diputados y 65 de los 140 escaños en el Senado.

## Antecedentes
El 22 de agosto de 2000, el gobierno de coalición gobernante anunció que la primera vuelta de las elecciones presidenciales y legislativas se celebraría el 26 de noviembre de 2000.
Las elecciones, las cuartas celebradas desde el derrocamiento del régimen de Ceausescu en 1989, tuvieron lugar en un contexto de graves dificultades económicas para una gran proporción de la población rumana, como resultado del alto desempleo y la inflación, así como los bajos niveles de ingresos. Desde el derrocamiento del comunismo, Rumania había avanzado poco en la privatización de su economía y en atraer la inversión extranjera.
Para reducir costos, los líderes de la coalición gobernante decidieron que la campaña electoral se reduciría de 60 a 45 días. La campaña no logró generar mucho interés público y se llevó a cabo bajo un nuevo protocolo para abstenerse de ataques personales, firmado por todos los partidos principales al comienzo de la campaña. No hubo incidentes o tensiones importantes, a diferencia de las elecciones anteriores.
Unos veinte mil candidatos y ochenta partidos políticos compitieron por los 485 escaños parlamentarios. La carrera presidencial fue disputada por doce candidatos, incluidos el expresidente Ion Iliescu, el senador saliente Corneliu Vadim Tudor, el ex primer ministro Theodor Stolojan y el primer ministro saliente Mugur Isărescu, que se presentó a la presidencia como candidato independiente.

## Resultados
Después del día de la votación, la Organización para la Seguridad y la Cooperación en Europa, el organismo que monitorea las elecciones, emitió una declaración declarando que las elecciones del 2000 habían sido libres y justas.
Los resultados de las elecciones presidenciales mostraron que el expresidente Ion Iliescu tendría que enfrentarse a Tudor, un extremista de derecha conocido por sus comentarios antisemitas y antihúngaros, en la segunda vuelta. Al Sr. Tudor le fue particularmente bien entre los jóvenes, los pobres y los menos educados. Durante la campaña, había prometido medio millón de nuevos empleos reviviendo fábricas.
En las elecciones parlamentarias, el Partido Socialdemócrata de Rumania (PDSR) del Sr. Iliescu lideró con casi el 37 por ciento de los votos, mientras que el Partido de la Gran Rumanía liderado por Tudor quedó en segundo lugar con casi el 20 % (en las elecciones de 1996, este partido había ganado solo un 4.5 % de los votos). La Convención Democrática, el grupo de cuatro partidos dominado por los demócratas cristianos del presidente conservador Emil Constantinescu, no logró obtener el umbral mínimo de apoyo para obtener representación parlamentaria. En la segunda vuelta de las elecciones presidenciales celebradas el 10 de diciembre de 2000, los resultados finales mostraron que el expresidente Ion Iliescu había ganado el 66.88 % de los votos, derrotando así al Sr. Tudor, que había obtenido el 33.17 %.
El 28 de diciembre de 2000, una sesión conjunta de las dos cámaras del Parlamento votó por el nuevo gabinete encabezado por el Sr. Adrian Năstase, por un voto de 314 a 145. Los nuevos ministros fueron juramentados por el presidente Ion Iliescu poco después.